# Емайъги
Ѐмайъги (на естонски: Emajõgi, „река-майка“; на латински: Mētra; на немски: Embach; на руски: Эмайыги) е река в Естония. Със своята дължина от 218 km тя е най-дългата река в страната. Площ на басейна 9960 km².
Река Емайъги изтича под името Вяйке Емайъги от южния ъгъл на езерото Пюхаярв, разположено във възвишението Отепя, на 115 m н.в. В началото тече в южна посока, а в района на село Тсиргулийна рязко завива на север и при своя 82-ри km се влива в южния ъгъл на езерото Въртсярв. На протежение от 35 km протича през езерото и под името Суур Емайъги изтича от неговия североизточен край. В този участък на протежение от 101 km тече предимно в източна посока в широка, плитка и на места заблатена долина. Влива се от запад в Чудското езеро, при село Праага, на 30 m н.в. Основни притоци: леви – Ъйхне, Тянасилма (двете се вливат в езерото Въртсярв), Педя, Лаева, Аме; десни – Елва, Ахя (102 km). Има смесено подхранване, като преобладава дъждовното. Среден годишен отток 71,6 m³/s. Пълноводието ѝ е от април до средата на юни. Заледява се през декември, а се размразява през втората половина на март. На около 45 km от устието ѝ е разположен вторият по големина естонски град Тарту и в този участък реката е плавателна за плиткогазещи съдове.

## Топографска карта
- О-35-А М 1:500000[3]